# Acanthochitona scutigera
Acanthochitona scutigera är en blötdjursart som först beskrevs av Reeve 1847.  Acanthochitona scutigera ingår i släktet Acanthochitona och familjen Acanthochitonidae. Inga underarter finns listade i Catalogue of Life.